# Rimbo Mulyo
Rimbo Mulyo is een bestuurslaag in het regentschap Tebo van de provincie Jambi, Indonesië. Rimbo Mulyo telt 6478 inwoners (volkstelling 2010).